# 中西真智子
中西 真智子（なかにし まちこ）は、日本の漫画家。

## 人物
16歳の時に「大空の少年コウ」で『週刊少年ジャンプ』（集英社）の月例賞である天下一漫画賞の編集部特別賞を受賞。その後、『週刊少年ジャンプ』（集英社）に掲載された「Mosquito Panic!」でデビュー。『少年サンデー超』（小学館）に掲載された『紅蓮のタクティクス』で初連載。

## 受賞歴
- 想気獣（手塚賞 第62回（2001年下期） 最終候補）
- 大空の少年コウ（天下一漫画賞 2001年12月期 編集部特別賞）
- Spring Dreamer!!（手塚賞 第65回（2003年上期） 最終候補）※中西まちこ名義
- Mosquito Panic!（手塚賞 第66回（2003年下期） 佳作）※中西まちこ名義
- 獄桜 -GOKUO（まんがカレッジ 2006年9・10月期 努力賞）

## 作品

### 連載
- 紅蓮のタクティクス（週刊少年サンデー超2010年5月号 - 2010年8月号）

### 読切
- Mosquito Panic!（週刊少年ジャンプ2004年21号）※中西まちこ名義
- 極人の風太郎（週刊少年サンデー超2008年7月24日号）
- ゼンの神話　（週刊少年サンデー超2009年7月号）※クラブサンデー:2009年7月3日より配信

## 師匠
- 飯沼ゆうき